# 恩斯特·曾德尔
恩斯特·克里斯妥·弗里德里希·曾德尔（德語：Ernst Christof Friedrich Zündel，1939年4月24日—2017年8月5日），德国著名新纳粹分子和纳粹大屠杀否定者，曾数次因为发表“种族仇恨言论”被判刑。他在1958-2000年间生活在加拿大。
1977年，曾德尔建立了一家小型出版社Samisdat Publishers，发行小册子《我们敬爱希特勒的原因》和《六百万人真的死了吗》，是纳粹大屠杀否定运动的重要作品。
2003年2月5日，曾德尔被美国警方扣押并遣送到加拿大，在加拿大他被羁押并进行了两年的审查，加拿大政府经过审判认为他构成“对国家安全的威胁”并将他遣送回德国。曾德尔到达法兰克福机场后便被德国警方逮捕，2007年2月15日，曼海姆地方法院判处他最高5年监禁，並於2010年3月1日刑滿獲释。.